# La notte (Adamo)
La notte è un brano musicale composto dal cantautore Salvatore Adamo con il testo di Nisa, pseudonimo di Nicola Salerno, pubblicato nel 1965 in contemporanea anche nella versione francese (con il titolo La nuit) e in quella spagnola. 
Il brano in Francia fu pubblicato con diversi lati B (una versione con Mauvais garçon come lato B e in un'altra Le barbu sans barbe). Il brano ebbe un enorme successo, soprattutto in Francia dove rimase per 8 settimane in prima posizione nella hit parade, vendendo oltre 400 000 copie.  
In Italia il 45 giri fu pubblicato con il retro Non sei tu e, l'anno successivo fu incluso nell'album Adamo.
Il testo descrive la disperazione di un uomo che soffre per una donna che non lo vuole più e che lo deride anche nei sogni, mentre si allontana con un altro. 

## Nel cinema
La canzone è presente  nella colonna sonora dei film Libera (1993) di Pappi Corsicato, Sono pazzo di Iris Blond (1996) di Carlo Verdone, in Arrivederci amore, ciao (2006) di Michele Soavi, in Good Morning Aman (2009) con Valerio Mastandrea e in ‘’Takeaway’’ (2021) di Renzo Carbonera.

## Cover
- Nel 1965 La prima a incidere una cover del brano è Iva Zanicchi[4]
- Nell'edizione 1994/95 è stata eseguita una cover all'interno della trasmissione televisiva Non è la RAI dalla cantante Loredana Maiuri e interpretata sul palco da Moira Marinucci, successivamente inserita nella compilation Non è la Rai gran finale.[senza fonte]
- Nel 2020 La notte viene incisa dalla Piccola Orchestra Avion Travel nell'album Storie d'amore[5]
- Nel 2010 il gruppo Le Rivoltelle, per il singolo d'esordio discografico, avevano scelto di reinterpretare il brano di Adamo. La cover riprende le atmosfere dell'originale, ma è caratterizzata dal personalissimo stile rock con l'impronta tipica dell'italian ska[6].
- Nel 2009 la band salentina Benèrika ripropone al suo pubblico il brano la Notte riscuotendo molti pareri positivi così la band decide di registrare il brano e pubblicarlo su YouTube e tutte le piattaforme online.[7]
- Nel 2020, in piena pandemia di COVID-19, su progetto ideato da Giovanna Adamo, sorella e manager di Salvatore, è stata realizzata una cover-tributo a cui avevano aderito Le Rivoltelle, Morgan, Carlotta Proietti, Sacha Toroop, Fabio Abate e lo stesso Adamo[8].